# Paroles
Pour les articles homonymes, voir Parole (homonymie).
 (février 2025).
Si vous disposez d'ouvrages ou d'articles de référence ou si vous connaissez des sites web de qualité traitant du thème abordé ici, merci de compléter l'article en donnant les références utiles à sa vérifiabilité et en les liant à la section « Notes et références ».
Les paroles sont, dans une chanson, le texte qui est interprété vocalement sur la musique, le plus souvent en chantant, mais parfois simplement en récitant, en scandant (principalement dans le cas du rap et du slam), ou bien encore en criant (dans certains styles de metal).

## Forme
Les paroles sont souvent de fiction, mais peuvent aussi évoquer des faits réels, parfois (auto)biographiques ou sous la forme d'une autofiction. Elles peuvent aussi évoquer des sentiments, des émotions, ou êtres porteuses de messages politiques.
D'une structure généralement proche du vers en poésie, les paroles sont fréquemment composées d'un refrain et de plusieurs couplets, et respectent souvent un schéma de rimes, voire une métrique.
Dans le chant en yaourt en revanche, il n'y a pas de paroles intelligibles.

## Autorité
Les paroles peuvent être improvisées ou écrites à l'avance, par l'interprète lui-même (auteur-interprète dans ce cas, voire auteur-compositeur-interprète s'il a également composé la musique) ou un ou plusieurs paroliers.
Le plus souvent, les paroles sont expressément écrites pour la musique qui les accompagne, ou la musique est expressément composée pour accompagner les paroles.
Parfois cependant, les paroles sont constituées par un texte, en particulier un poème, qui n'a pas été écrit dans l'optique d'être chanté, et qui est mis en musique pour l'occasion ; c'est ainsi le cas de Léo Ferré qui a chanté les vers de nombreux poètes parmi lesquels Aragon, Rimbaud, Baudelaire ou Apollinaire. Ou encore, des paroles qui ont été écrites pour une musique, sont parfois chantées sur une autre musique : on appelle cela du mashup et cela peut avoir un effet humoristique (Les Robins des Bois chantant les paroles de La bombe humaine sur la musique d’Il jouait du piano debout par exemple). Dans d'autres cas encore, les paroles sont traduites pour être interprétées sur la même musique, ou sur une musique différente, par le même interprète ou par un interprète différent (dans le cas d'une reprise).

## Supports
Pour les œuvres de musique classique, telles que les opéras, les opérettes, les oratorios, les comédies musicales ou les ballets, les paroles prennent la forme du livret.
Dans la musique populaire, les paroles sont parfois inscrites dans un petit livre accompagnant l'album.
Dans les clips, les paroles sont parfois affichées en sous-titres, éventuellement traduites si elles sont dans une langue étrangère. Un procédé similaire, le karaoké, consiste à afficher sur un écran les paroles d'une chanson, avec seulement la version instrumentale en fond, afin de chanter soi-même à la place du chanteur original.
Parfois lorsqu'un a chanteur a écrit de nombreuses chansons, les paroles sont rassemblées et éditées dans un livre, ou illustrées en bande dessinée.
Un support populaire est le parolier, ou recueil de chansons, qui donne sous un format condensé les paroles de multiples chansons, classées par auteur ou par genre.
Il existe aussi des sites web proposant des bases de données de paroles de chansons.

Le logo Parental Advisory de la RIAA

## Censure
Il arrive que les paroles fassent l'objet de censure, ou à tout le moins, qu'elles soient déconseillées à certaines catégories de public. Ainsi aux États-Unis, le Parental Advisory (en français : « avertissement parental ») est un logo qui avertit d'un « contenu explicite » (Explicit Content). Créé par la Recording Industry Association of America, il a pour but de sensibiliser les parents afin que leurs enfants évitent d'acheter des disques contenant des paroles pouvant les choquer, qu'elles soient violentes ou sexuelles. Imposé aux États-Unis, il est souvent posé sur les albums rap ou métal américain.
Certaines chansons ont de ce fait deux versions de paroles, une dite explicit (en anglais), pour un public averti, que l'on va trouver par exemple sur l'album de l'artiste, l'autre dite clean (en anglais), que l'on trouvera sur la version Radio Edit du single, qui sera plus « tout public ».

## Statut légal
Suivant le cas, les paroles peuvent être soumises au droit d'auteur, ou être dans le domaine public (par exemple, lorsque l'auteur est décédé depuis longtemps), ou plus rarement sous licence libre dans le cas de la musique libre.